# Krevská unie
Krevská nebo Krewská unie byla personální unie Polského království a Litevského velkoknížectví uzavřená 14. srpna 1385 na hradě v litevském městečku Kreva (polsky Krewo, dnes Крэва v Bělorusku). Uzavření krevské unie položilo základy mohutnému soustátí a posílilo postavení jak Polska tak Litvy. Nadále však obě země existovaly vedle sebe jako dva samostatné státní útvary spojené osobou panovníka. Následovaly další smlouvy posilující společnou unii a roku 1569 obě země vstoupily do reálné unie.

## Okolnosti

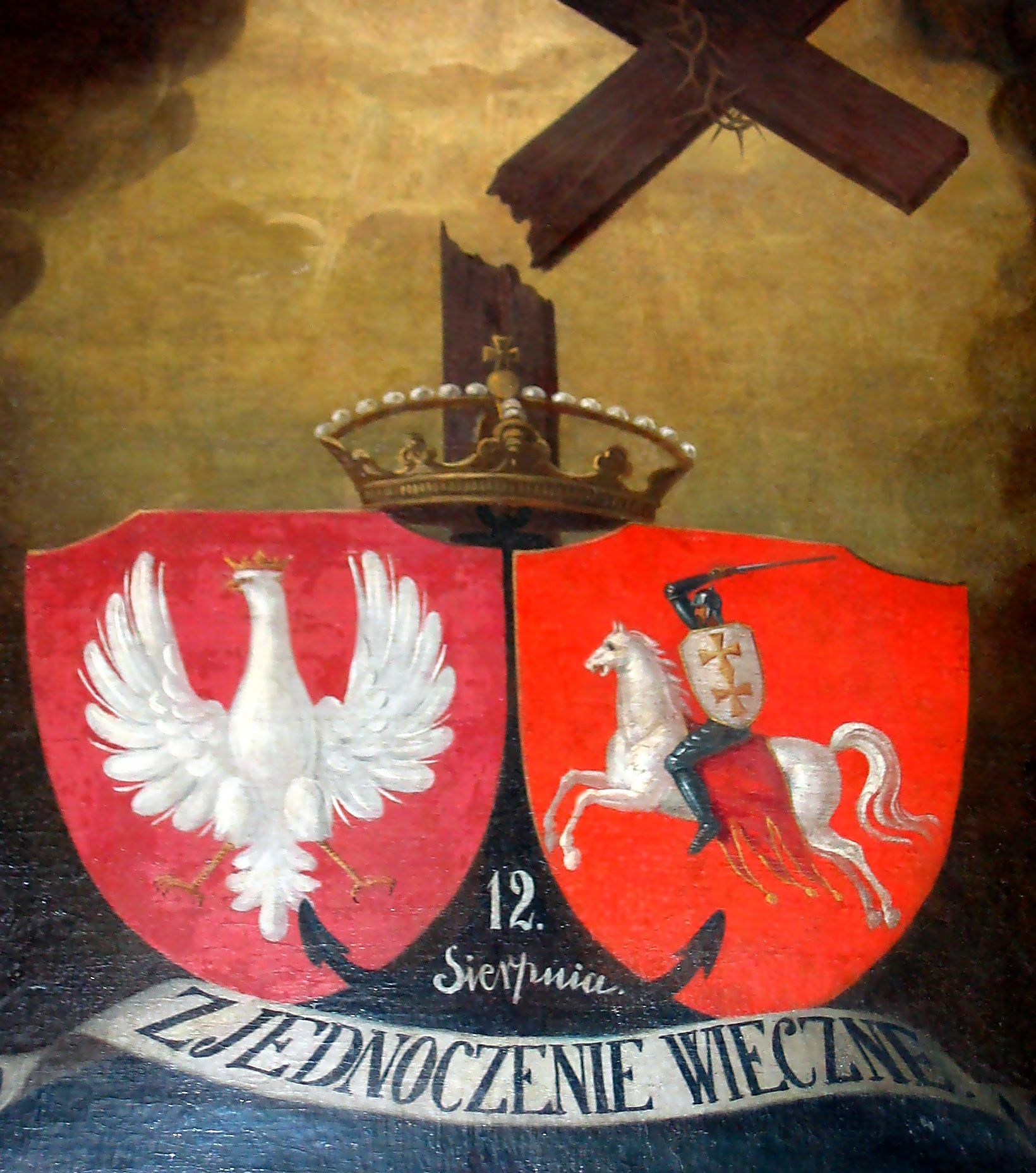
Obraz z roku 1861 znázorňující uzavření unie

Potřeba polsko-litevského spojení vzešla z důvodu ohrožení, které pro obě země představoval na přelomu 14. a 15. století Řád německých rytířů. Unie z Krewu byla první ze šesti unijních smluv uzavřených mezi Polskem a Litvou.

### Ustanovení
Smlouva předpokládala manželství litevského velkoknížete Vladislava Jagellonského s polskou královnou Hedvikou z Anjou, za což měl získat polský trůn, přitom se Vladislav zavázal přijmout křest a dovolit christianizaci Litvy, propuštění polských zajatců, vyplacení odškodnění Habsburkům za porušení manželství sponsalia de futuro (závazek budoucího uzavření manželství v případě pokud jsou oba nebo jeden snoubenec nezletilý) s Vilémem Habsburským a získat zpět všechny země ztracené Polským královstvím. V posledním odstavci dohody kníže Jagello „slibuje připojení svých litevských a ruských zemí na věčné časy ke Koruně polského království“.

## Dochovaný dokument

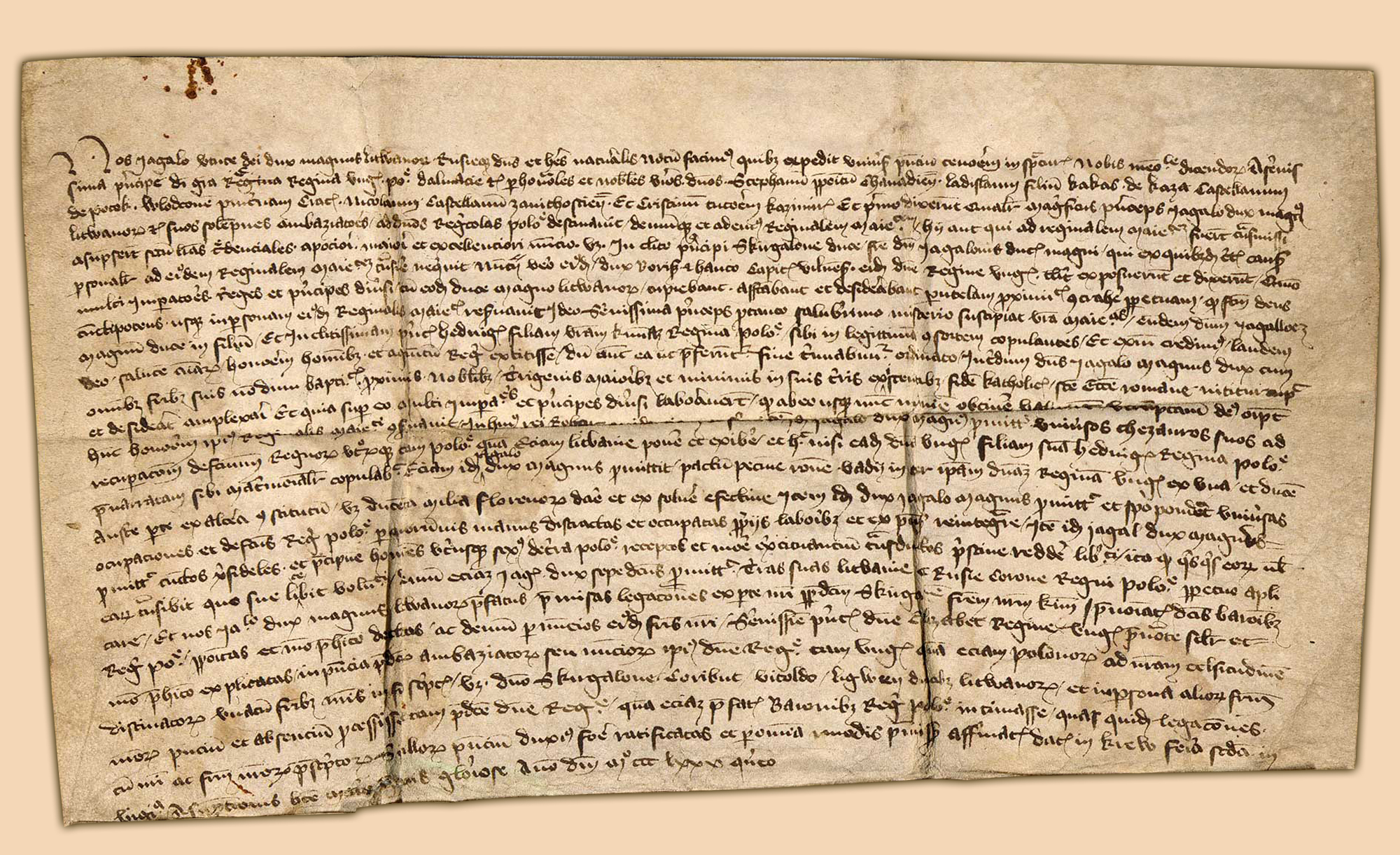
Listina Krevské unie (14. 8. 1385)

Zachoval se pergamenový dokument krevské unie, který je uchováván v krakovském archivu metropolitní kapituly. Text nevzbuzoval emoce mezi badateli až do počátku 19. století, kdy Michał Wiszniewski zveřejnil jeho obsah ve své knize Pomniky historii i literatury polskiej, čímž značně usnadnil přístup k textu a způsobil tak vypuknutí živé diskuse o pravosti, významu a hodnotě dokumentu. Díky rozvoji chemických metod se podařilo vyvrátit všechny pochybnosti o autenticitě dokumentu.